# Torrent River
Der Torrent River ist ein Zufluss des Sankt-Lorenz-Golfs auf der zur kanadischen Provinz Neufundland und Labrador gehörenden Insel Neufundland.

## Flusslauf
Der Torrent River bildet den Abfluss eines 430 m hoch gelegenen namenlosen Sees den Long Range Mountains auf der Great Northern Peninsula. Er fließt in überwiegend westlicher Richtung durch das Bergland und erreicht schließlich das Küstentiefland. Dort durchfließt der Fluss die Seen Pikes Feeder Pond, Middle Pond und West Lake. Er mündet schließlich bei der Gemeinde Hawke’s Bay in die 13 km tiefe Bucht Hawkes Bay und in den Sankt-Lorenz-Golf. Die Route 430 überquert den Fluss unmittelbar oberhalb dessen Mündung.

## Hydrologie
Das Einzugsgebiet umfasst 624 km². Der mittlere Abfluss beträgt 24,6 m³/s. Im Mai führt der Fluss gewöhnlich die größte Abflussmenge mit im Mittel 71 m³/s.

## Flufssfauna
Der Lachsbestand im Flusssystem des Torrent River gilt als „nicht bedroht“.